# Vladimir Vapnik
Vladimir Naoumovitch Vapnik (en russe : Владимир Наумович Вапник), né le 6 décembre 1936, est un mathématicien et informaticien, célèbre pour avoir développé les machines à support vectoriel, être l'un des principaux contributeurs à la théorie de Vapnik-Chervonenkis et de la théorie de l'apprentissage statistique.

## Biographie
Né en Union soviétique, il obtient en 1958 un diplôme de mathématiques à l'université d'État d'Ouzbékistan, à Samarcande, en Ouzbékistan, puis obtient en 1964 un doctorat de statistiques à l'Institut des Sciences de Contrôle, à Moscou. Il travaille dans ce même institut de 1961 à 1990, et en devient le directeur du département de recherche en informatique. 
En 1995, il est nommé professeur d'informatique et de statistiques au Royal Holloway College, à l'Université de Londres. Aux laboratoires Bell d'AT&T de 1991 à 2001?, Vladimir Vapnik et ses collègues développent la théorie des machines à support vectoriel (aussi appelées « machines à vecteurs de support », ou encore « séparateurs à vaste marge »), dont ils démontrent l'intérêt dans nombre des problématiques importantes de l'apprentissage des machines et des réseaux de neurones, tels que la reconnaissance de caractères. 
Il travaille ensuite aux laboratoires NEC de Princeton, dans le New Jersey, aux États-Unis, ainsi qu'à l'université Columbia, à New York.
En 2006, Vladimir Vapnik est admis à l'Académie nationale d'ingénierie des États-Unis.
En 2008, il a conjointement avec Corinna Cortes reçu le prix Paris-Kanellakis pour la théorie et la pratique pour le développement d'un algorithme hautement efficace pour l'apprentissage supervisé connu sous le nom de machines à vecteurs de support (SVM).
En novembre 2014, il rejoint le laboratoire de recherche sur l'intelligence artificielle de Facebook où il travaille avec Jason Weston, Ronan Collobert et Yann Le Cun.
Il reçoit la médaille John von Neumann en 2017.